# ОШ „Миливоје Боровић” ИО Крива Река
ОШ „Миливоје Боровић” ИО Крива Река, насељеном месту на територији општине Чајетина, подигнута је у периоду од 1936. до 1938. године

## Историја школе
Школу у Кривој Реци, по речима учитеља Илије Јелисијевића, градили су мештани, што потврђује и фотографија из 1938. године, која се чува у школи, на којој се могу видети први школски учитељи и послужитељи, у друштву председника, писара и деловође криворечке општине, који су и били заслужни за подизање школске зграде. Са прекидима школа је радила и током Другог светског рата и након ослобођења припојена је Основној школи „Миливоје Боровић” из Мачката, у чијем саставу и данас ради као четворогодишња школска установа.
Захваљујући Општини Чајетина, школа је реновирана и при школи ради и сеоски дечији вртић, као ИО Предшколске установе „Радост” из Чајетине. У школи је дуго организована и ликовна колоније, тако да у њој постоји и галерија са преко стотину вредних уметничких дела.

## Зграда школе
Школска зграда је грађевина складних димензија, грађена од чврстог материјала, камена, опеке, малтера и покривена је црепом. Састоји се од три простране, светле учионице, канцеларија, школских тоалета и просторије која је преуређена у Галерију уметничких дела са ликовне колоније. Поред тога, ту су још и просторије у које су смештени вртић и продужени боравак, као и учитељски стан.